# Contea di Livingston (Michigan)
La contea di Livingston, in inglese Livingston County, è una contea dello Stato del Michigan, negli Stati Uniti. La popolazione al censimento del 2000 era di 156 951 abitanti. Il capoluogo di contea è Howell.